# Отошница
Отошница (на македонска литературна норма: Отошница) е село в Северна Македония, в община Ранковце.

## География
Селото е разположено в областта Славище, северозападно от общинския център Ранковце.

## История
В края на XIX век Отошница е българско село в Кривопаланска каза на Османската империя. Според статистиката на Васил Кънчов („Македония. Етнография и статистика“) от 1900 година Отощица е населявано от 650 жители българи християни.
Цялото християнско население на селото е под върховенството на Българската екзархия. По данни на секретаря на екзархията Димитър Мишев („La Macédoine et sa Population Chrétienne“) в 1905 година в Отошница има 640 българи екзархисти и в селото функционира българско училище. Според секретен доклад на българското консулство в Скопие всичките 90 къщи в селото през юни 1905 година под натиска на сръбската пропаганда в Македония признават Цариградската патриаршия.
Според преброяването от 2002 година селото има 105 жители, всички северномакедонци.

## Личности
Родени в Отошница
- Стефан Георгиев Алексов, македоно-одрински опълченец, 2 рота на 2 скопска дружина[7]